# Heterocampa rufinans
Heterocampa rufinans är en fjärilsart som beskrevs av Dyar 1921. Heterocampa rufinans ingår i släktet Heterocampa och familjen tandspinnare. Inga underarter finns listade i Catalogue of Life.